# Lotta Continua (giornale)
Lotta Continua è stato un settimanale e poi quotidiano politico italiano fondato nel 1969. Fu giornale ufficiale dell'omonimo movimento di estrema sinistra dal 1969 al 1976, anno dello scioglimento del gruppo politico. Ha cessato le pubblicazioni nel giugno del 1982.

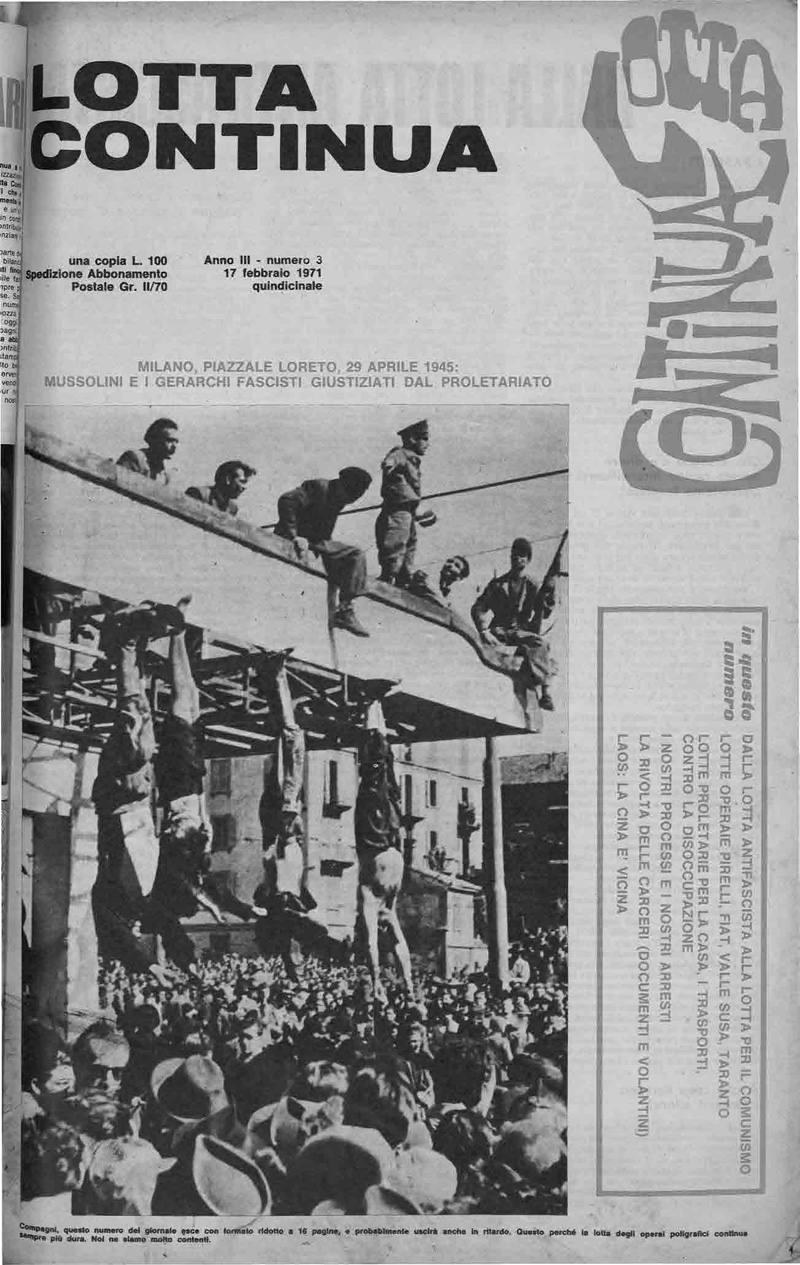
Prima pagina di un numero di Lotta Continua del 1971

## Storia
La testata nacque come settimanale il 1º novembre 1969 e divenne quotidiano il 11 aprile 1972.
Il primo direttore responsabile della rivista fu Piergiorgio Bellocchio, che metterà unicamente la firma senza seguire la lavorazione del giornale; il suo posto fu preso in seguito, tra gli altri, da Pio Baldelli, Roberto Roversi, Marco Pannella, Nicola Zitara, Pier Paolo Pasolini, Giampiero Mughini, Alexander Langer e Adele Cambria, molti dei quali furono colpiti da denunce e diffide e non fecero mai parte del movimento politico, prestando il proprio nome come direttore responsabile per le esigenze di legge da una posizione che potremmo definire di "simpatizzanti" (Pannella era mosso più che altro dalle sue idee relative alla libertà di espressione).
Il 18 maggio 1972, all'indomani dell'omicidio di Luigi Calabresi, il quotidiano accusò apertamente il commissario di essere "il maggior responsabile dell'assassinio di Pinelli".
Dopo lo scioglimento del gruppo politico di Lotta Continua, il quotidiano (diretto da Enrico Deaglio a partire dal 1977) continuerà ad uscire in edicola fino alla fine del 1980, rappresentando in questo periodo le istanze del movimento del Settantasette. Dopo una sospensione di qualche mese, il giornale riprese ad uscire nell'autunno del 1981 fino a cessare definitivamente le pubblicazioni il 13 giugno 1982.

La redazione di Lotta Continua in foto di gruppo nella tipografia del giornale.

## Direttori
- Piergiorgio Bellocchio (1969)
- Pio Baldelli (1970)
- Giampiero Mughini (1971)
- Adele Cambria (1972)
- Roberto Roversi
- Marco Pannella
- Nicola Zitara
- Pier Paolo Pasolini (1971)
- Alexander Langer
- Enrico Deaglio (1977-1982)

## Disegni satirici
Il quotidiano si è caratterizzato anche per lo spazio dato alla grafica e ai disegni satirici. Il grafico - cartoonist Roberto Zamarin ideò il personaggio di Gasparazzo, strip che coprì il periodo dal 10 giugno al 20 dicembre del 1972, giorno della scomparsa del disegnatore in un incidente stradale. 
A Zamarin subentrò Vincino, che nel 1978, ne fondò l'inserto satirico, L'avventurista. 